# Michael Jones (Leichtathlet)
Michael Jones (Michael David „Mick“ Jones; * 23. Juli 1963 in London) ist ein ehemaliger britischer Hammerwerfer.
Seine größten Erfolge hatte er für England startend bei den Commonwealth Games: 1986 in Edinburgh und 1994 in Victoria wurde er Vierter, 1998 in Kuala Lumpur gewann er Silber und 2002 in Manchester Gold, und 2006 in Melbourne wurde er Fünfter.
Bei den Olympischen Spielen 1988 in Seoul und bei den Leichtathletik-Weltmeisterschaften 2001 in Edmonton schied er in der Qualifikation aus. Beim Leichtathletik-Weltcup wurde er 1998 in Johannesburg Fünfter und 2002 in Madrid Achter.
Sechsmal wurde er Englischer Meister (1998–2002, 2004).
Seine persönliche Bestweite von 76,43 m stellte er am 9. Juni 2001 in Birmingham auf.